# Drapeau olympique

Le drapeau olympique.

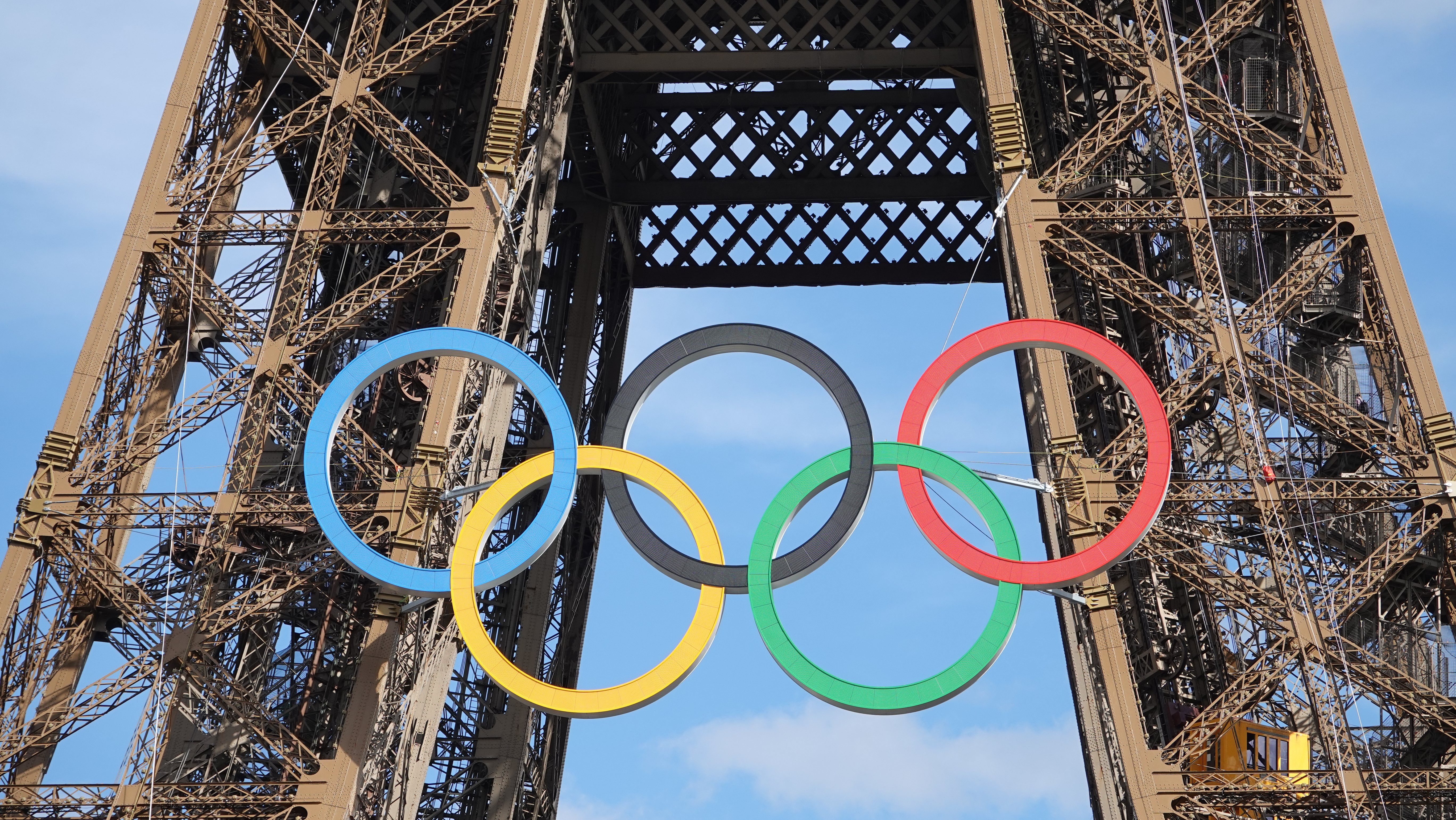
Le anneaux olympiques originaux installés sur la Tour Eiffel (2024).

Le drapeau olympique, conçu en 1913 par Pierre de Coubertin, est l'un des symboles des Jeux olympiques modernes, consistant en un drapeau formé de cinq anneaux de couleurs différentes (bleu, jaune, noir, vert et rouge) afin de représenter les couleurs de tous les drapeaux du monde de l'époque.

## Interprétation
Les cinq anneaux entrelacés représentent les cinq continents habités unis par l’olympisme, et les six couleurs (en comptant le blanc en arrière-plan) représentent toutes les nations, car au moins l’une de ces couleurs était présente dans le drapeau de chaque pays à l'époque de sa création en 1913. Ainsi ce drapeau est le symbole de l’universalité de l’esprit olympique.
L'interprétation populaire associe un continent à chaque couleur des anneaux selon des considérations ethniques ou géographiques, mais il n'existe pas de consensus, et le CIO a réfuté cette interprétation.

## Histoire

Ancienne version du drapeau olympique utilisé de 1920 à 1986.

Ancienne version du drapeau olympique utilisé de 1986 à 2010. Un espace sépare les anneaux pour faciliter l'impression sur le tissu.

Conçu en 1913 par Pierre de Coubertin, à l'origine de la rénovation des Jeux olympiques, il est présenté officiellement pour célébrer le 20e anniversaire du Mouvement olympique au congrès olympique de Paris en juin 1914. Sa symbolique est une création moderne et n'a aucun lien avec un dessin antique. C’est seulement en 1920 aux Jeux d’Anvers qu'il flotte pour la première fois. En effet, les Jeux de 1916, prévus à Berlin, avaient été annulés à cause de la Première Guerre mondiale.
Le baron Pierre de Coubertin expliquait lui-même que  « le drapeau olympique, on le sait, est tout blanc avec, au centre, cinq anneaux enlacés : bleu, jaune, noir, vert, rouge ; l’anneau bleu en haut et à gauche à côté de la hampe. Ainsi dessiné, il est symbolique ; il représente les cinq parties du monde unies par l’Olympisme et ses cinq couleurs d’autre part reproduisent celles de tous les drapeaux nationaux qui flottent à travers l’univers de nos jours. »
Du fait de l'annulation des Jeux olympiques d'été de 1940 et de ceux de 1944, en raison de la Seconde guerre sino-japonaise puis de la Seconde Guerre mondiale, le drapeau olympique demeure à Berlin, qui avait accueilli les Jeux olympiques d'été de 1936. Après la capitulation du Troisième Reich en mai 1945, le drapeau est porté disparu, avant d'être retrouvé en 1946 dans un bâtiment de la Berliner Stadtbank. En janvier 1947, il est remis à l'officier de liaison britannique auprès de la municipalité de Berlin, le lieutenant-colonel Mander, par le bourgmestre-gouverneur de Berlin, Otto Ostrowski, en vue des Jeux olympiques de Londres de 1948.

## Cérémonie

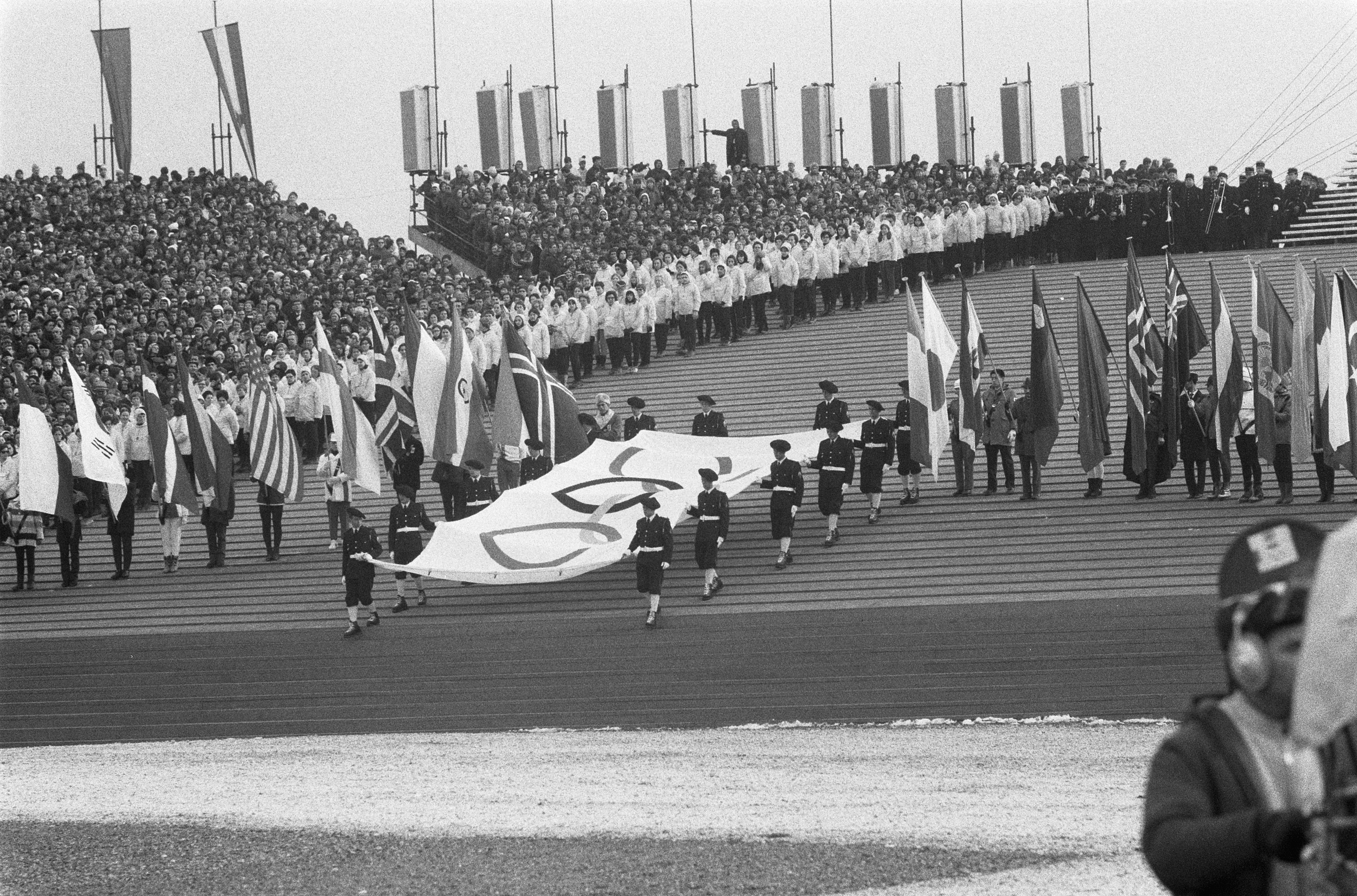
Cérémonie d'ouverture des Jeux olympiques d'hiver de Grenoble dans le stade provisoire, le 6 février 1968. Au milieu des porte-drapeau des délégations nationales, entrée du drapeau olympique, porté par des chasseurs alpins.

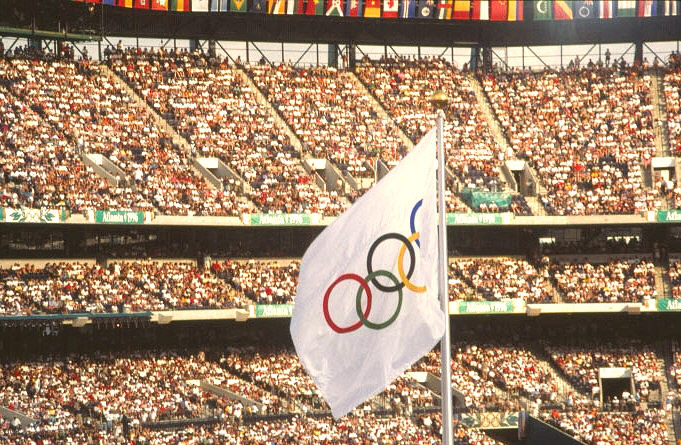
Le drapeau olympique pendant les JO Atlanta 1996.

Durant la cérémonie d’ouverture, le drapeau fait son entrée dans le stade porté horizontalement, généralement par des athlètes, avant d'être hissé à un mât. Comme la flamme olympique qui brûle durant tous les Jeux, le drapeau flotte dans le stade jusqu’à la cérémonie de clôture au cours de laquelle il est abaissé et remis au maire de la ville organisatrice des Jeux suivants, selon un protocole bien défini : le/la maire ou gouverneur(e) de la ville hôte, « rend » le drapeau olympique au président du Comité international olympique, lequel le remet au/à la maire ou gouverneur(e) de la ville qui accueillera les prochains Jeux. Dès lors, celui-ci/celle ci ramène le drapeau dans sa ville où il peut flotter en attendant le début des Jeux suivants.

## Détournements
En 1985, Jean-Michel Basquiat et Andy Warhol détournent le drapeau olympique dans leur toile intitulée Olympic Rings, inspirée des Jeux olympiques d'été de 1984 à Los Angeles. Elle évoque l'histoire des Afro-Américains et semble vouloir rendre hommage à ceux qui parmi eux ont marqué l'olympisme, de Jesse Owens à Tommie Smith et John Carlos.
Pour les Jeux de 2008, qui se sont tenus à Pékin, l'association Reporters sans frontières a détourné le drapeau olympique en remplaçant le fond blanc par un fond noir, et les anneaux par des menottes, symboles de ce que l'association considère comme des atteintes aux droits de l'homme en République populaire de Chine, pour protester contre ce régime. RSF a également appelé les athlètes qui ont participé à cette édition des Jeux, les journalistes qui l'ont couverte, et les spectateurs qui y ont assisté, à porter l'un des cinq badges créés par l'association, chacun reprenant la forme et l'une des couleurs des anneaux olympiques, et dans lesquels sont inscrits les sinogrammes désignant la liberté.